# Fringford
Fringford – wieś w Anglii, w hrabstwie Oxfordshire, w dystrykcie Cherwell. Leży 25 km na północny wschód od Oksfordu i 85 km na północny zachód od Londynu. W 2001 miejscowość liczyła 613 mieszkańców.